# Трансмембранні білки

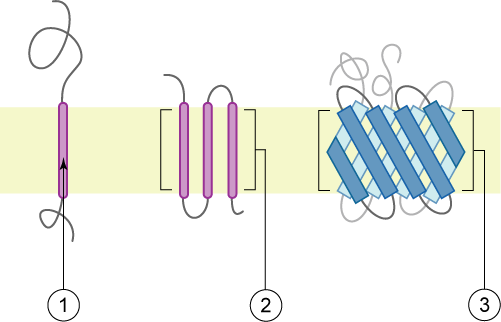
Схематичне зображення трансмембранних білків:
1. трансмембранний білок з однією α-спіралью (бітопний мембранний білок)
2. політопний α-спіральний білок
3. трансмембранний β-баррель
Мембрана зображена світлокоричневим кольором.

Трансмембранні білки — інтегральні мембранні білки, що проходять крізь всю біологічну мембрану.Трансмембранні білки агрегують та випадають в осад в воді. Для очишення вони вимагають детергентів або неполярних розчинників, хоча деякі (бета-барелі) можуть бути виділені, використовуючи денатуруючі агенти.
Трансмембранні білки класифікуються у дві головні групи:
1. α-спіральні — найбільша група, представники якої присутні у всіх типах біологічних мембран.
2. β-баррельні — трансмембранні білки, знайдені тільки у зовнішніх мембранах грам-негативних бактерій, клітинній стінці of грам-позитивних бактерій і зовнішній мембрані мітохондрій і хлоропластів. Всі β-баррельні трансмембранні білки мають просту «вверх-вниз» топологію, що може вказувати на їх спільне походження та спільний механізм згортання.